# Traoré
Traoré bzw. Traorè ist ein in Westafrika, insbesondere in Mali, gebräuchlicher Familienname.

## Namensträger

### A
- Abdel Djalilou Traoré (* 1983), togoischer Fußballspieler
- Abdou Traoré (Fußballspieler, 1981) (* 1981), malischer Fußballspieler
- Abdou Traoré (Fußballspieler, 1988) (* 1988), malischer Fußballspieler
- Abdou Razack Traoré (* 1988), ivorischer Fußballspieler
- Abdoulaye Traoré (Leichtathlet) (* 1959), malischer Weit- und Dreispringer
- Abdoulaye Traoré (Fußballspieler, 1967) (* 1967), ivorischer Fußballspieler
- Abdoulaye Traoré (Fußballspieler, 1974) (* 1974), burkinischer Fußballspieler
- Abdoulaye Traoré (Fußballspieler, 1994) (* 1994), malischer Fußballspieler
- Abdoulaye Traoré (Radsportler), ivorischer Radrennfahrer
- Abdoullaye Traoré (* 2000), ivorischer Fußballspieler
- Abibatou Traoré (* 1973), senegalesische Schriftstellerin
- Aboubacar Traoré (Schauspieler) (* 1979), deutscher Schauspieler
- Aboubacar Traoré (Fußballspieler, Mai 1992) (* 1992), malischer Fußballspieler
- Aboubacar Traoré (Fußballspieler, Dezember 1992) (* 1992), burkinischer Fußballspieler
- Adama Traoré (Wirtschaftswissenschaftler) (* 1958), malischer Wirtschaftswissenschaftler
- Adama Traoré (Fußballspieler, 1990) (* 1990), ivorisch-australischer Fußballspieler
- Adama Traoré (Fußballspieler, 5. Juni 1995) (* 1995), malischer Fußballspieler
- Adama Traoré (Fußballspieler, 28. Juni 1995) (* 1995), malischer Fußballspieler
- Adama Traoré (Fußballspieler, 1996) (* 1996), spanischer Fußballspieler
- Alain Traoré (* 1988), burkinischer Fußballspieler
- Alain Claude Traoré (* 1984), malischer Fußballspieler
- Alassane Traore (* 1994), ivorischer Fußballspieler
- Ali Traoré (* 1985), französischer Basketballspieler
- Alou Traoré (* 1974), malischer Fußballspieler
- Amadou Traoré (Sänger) († 2014), burkinischer Sänger
- Amadou Traoré (Fußballspieler, 1979) (* 1979), burkinischer Fußballspieler
- Amadou Traoré (Fußballspieler, 2002) (* 2002), französisch-guineischer Fußballspieler
- Amara Traoré (* 1965), senegalesischer Fußballspieler
- Aminata Traoré (* 1942), malische Politikerin und Aktivistin
- Aminata Traoré (Taekwondoin) (* 1999), ivorische Taekwondoin
- Apolline Traoré (* 1976), burkinische Regisseurin
- Arissou Traoré (* 1984), togoischer Fußballspieler
- Armand Traoré (* 1989), französischer Fußballspieler
- Armel Traoré (* 2003), französischer Basketballspieler
- Astou Traoré (* 1981), senegalesische Basketballspielerin
- Augustin Traoré (* 1955), Bischof von Ségou
- Aya Traoré (* 1983), senegalesische Basketballspielerin
- Ayouba Traoré (* 1982), senegalesischer Judoka

### B
- Bakaye Traoré (* 1985), malisch-französischer Fußballspieler
- Balla Moussa Traoré, burkinischer Fußballspieler
- Bano Traoré (* 1985), französisch-malischer Leichtathlet
- Baye Traoré, senegalesischer Fußballspieler
- Bénie Traoré (* 2002), ivorischer Fußballspieler
- Bertrand Traoré (* 1995), burkinischer Fußballspieler
- Bio Aï Traoré (* 1985), beninischer Fußballspieler
- Boubacar Traoré (* 1942), malischer Musiker
- Boubacar Traoré (Basketballspieler) (* 1946), senegalesischer Basketballspieler
- Boubacar Traoré (Marathonläufer) (* um 1971), guineischer Marathonläufer
- Boubacar Traoré (Fußballspieler, 1981) (* 1981), ivorischer Fußballspieler
- Boubacar Traoré (Fußballspieler, 1992) (* 1992), malischer Fußballspieler
- Boubacar Traoré (Fußballspieler, 1998) (* 1998), malischer Fußballspieler
- Boubacar Traoré (Fußballspieler, 1999) (* 1999), malischer Fußballspieler
- Boubacar Traoré (Fußballspieler, 2001) (* 2001), malischer Fußballspieler
- Boubacar Traorè (* 1997), senegalesischer Fußballspieler
- Boubou Traoré (* 1980), malischer Fußballschiedsrichter
- Brahima Traoré (* 1974), burkinischer Fußballspieler
- Bréhima Traoré (* 1973), malischer Fußballspieler

### C
- Chaka Traorè (* 2004), ivorischer Fußballspieler
- Charles Traoré (* 1992), malischer Fußballspieler
- Cheibane Traoré (* 1990), malischer Fußballspieler
- Cheick Traoré (* 1995), malisch-französischer Fußballspieler
- Cheickna Traoré (* 2000), ivorisch-US-amerikanischer Sprinter
- Cheikhou Sallé Traoré, mauretanischer Fußballspieler
- Christian Traoré (* 1982), dänischer Fußballspieler

### D
- Dambou Traoré (* 1977), französisch-malischer Fußballspieler
- Dame Traoré (* 1986), katarischer Fußballspieler
- Daouda Traoré (* 2006), französisch-senegalesischer Fußballspieler
- Demba Traoré (* 1972), malischer Politiker und Rechtsanwalt
- Diarra Traoré (1935–1985), guineischer Militär und Politiker
- Dioncounda Traoré (* 1942), malischer Politiker
- Djiguible Traoré (* 1960), malischer Boxer
- Djimi Traoré (* 1980), malischer Fußballspieler
- Dramane Traoré (* 1982), malischer Fußballspieler

### E
- Efua Traoré (* 1976), nigerianisch-deutsche Schriftstellerin
- Elmamy Traoré (* 1987), mauretanischer Fußballspieler
- Éric Traoré (* 1990), burkinischer Fußballspieler

### F
- Fankélé Traoré (* 1981), nigrischer Fußballspieler
- Fanta Traoré (* 2001), malische Taekwondoin
- Fousseini Traoré (* 1984), burkinischer Fußballspieler

### H
- Hakim Traoré (* 2001), deutsch-togoischer Fußballspieler
- Hamari Traoré (* 1992), malischer Fußballspieler
- Hamidou Traoré (* 1996), malischer Fußballspieler
- Harouna Traoré (* 1977), burkinischer Fußballspieler
- Haymenn Bah-Traoré (* 1997), togoisch-deutscher Fußballspieler
- Henri Traoré (* 1983), burkinischer Fußballspieler
- Honoré Traoré (* 1957), burkinischer Militär und Sportfunktionär

### I
- Ibrahim Traoré (Schiedsrichter) (* 1983), ivorischer Fußballschiedsrichter
- Ibrahim Traoré (* 1988), burkinischer Offizier und Politiker
- Ibrahim Traoré (Fußballspieler) (* 1988), ivorischer Fußballspieler
- Ibrahima Traoré (Fußballspieler, 1967) (* 1967), burkinischer Fußballspieler
- Ibrahima Traoré (Fußballspieler, 1988) (* 1988), französisch-guineischer Fußballspieler
- Idrissa Traoré (Fußballspieler, 1943) (1943–2023), burkinischer Fußballspieler und -trainer
- Idrissa Traoré (Schiedsrichter), malischer Fußballschiedsrichter
- Idrissa Traoré (Fußballspieler, 1990) (* 1990), malischer Fußballspieler
- Idrissa Traoré (Fußballspieler, 1991) (* 1991), malischer Fußballspieler
- Ismaël Traoré (* 1986), ivorisch-französischer Fußballspieler
- Issa Traoré (* 1988), malischer Fußballspieler
- Iya Traoré, italienischer Fußball-Freestyler

### J
- Junior Traorè (* 2000), ivorischer Fußballspieler

### K
- Kalifa Traoré (* 1991), malischer Fußballspieler
- Kalilou Traoré (* 1987), malischer Fußballspieler
- Kandia Traoré (* 1980), ivorischer Fußballspieler
- Karamogho Moussa Traoré (* 1982), mauretanischer Fußballspieler
- Kassim Traoré (* 1966), malischer Boxer
- Kénéfing Traoré (* 1997), malische Speerwerferin

### L
- Lacina Traoré (* 1990), ivorischer Fußballspieler
- Lamine Traoré (* 1982), burkinischer Fußballspieler
- Lamine Traoré (Fußballspieler, Mali), malischer Fußballspieler
- Lassina Traoré (Fußballspieler, 2001) (* 2001), burkinischer Fußballspieler
- Lassina Traoré (Fußballspieler, 2007) (* 2007), burkinischer Fußballspieler
- Lobi Traoré (1961–2010), malischer Musiker

### M
- Mahama Johnson Traoré (1942–2010), senegalesischer Filmemacher und Autor
- Mahamadou Traoré (* 1994), malischer Fußballspieler
- Mahamane Abdraharame Traoré (* 1987), malischer Fußballspieler
- Mahamane Traoré (* 1988), malischer Fußballspieler
- Makan Traoré (* 2000), französischer Boxer
- Mamadou Traoré (Diplomat) (1933–2009), malischer Politiker und Diplomat
- Mamadou Traoré (Mörder) (* 1973), senegalesischer Serienmörder
- Mamadou Traoré (Fußballspieler, 1994) (* 1994), malischer Fußballspieler
- Mamadou Traoré (Fußballspieler, 2002) (* 2002), malischer Fußballspieler
- Mamadou Lamine Traoré (1947–2007), malischer Philosoph und Politiker
- Mamadou Namory Traoré, malischer Politiker
- Mamary Traoré (* 1980), französisch-malischer Fußballspieler
- Martha Traoré (* 1995), dänische Leichtathletin
- Mathieu Traoré (* 1972), burkinischer Fußballspieler
- Modi Ngalim Traoré, mauretanischer Fußballspieler
- Mody Traoré (* 1987), senegalesischer Fußballspieler
- Mohamed Traoré (* 1988), malischer Fußballspieler
- Mohamed Lamine Traoré (* 1991), guineischer Fußballspieler
- Moussa Traoré (1936–2020), malischer Politiker, Präsident 1968 bis 1991
- Moussa Traoré (Fußballspieler, 1971) (* 1971), ivorischer Fußballspieler
- Moussa Traoré (Fußballspieler, 1990) (* 1990), ivorischer Fußballspieler

### N
- Nassira Traoré (* 1988), malische Basketballspielerin
- Nolan Traoré (* 2006), französischer Basketballspieler

### O
- Omar Haktab Traoré (* 1998), deutsch-togoischer Fußballspieler
- Oula Abass Traoré (* 1995), burkinischer Fußballspieler
- Oumar Traoré (Fußballspieler, 1975) (* 1975), senegalesischer Fußballspieler
- Oumar Traoré (Fußballspieler, 1982) (* 1982), malischer Fußballspieler
- Oumou Traoré (* 1969), malischer Diskuswerfer
- Ousmane Traoré (* 1977), burkinischer Fußballspieler
- Ousseni Traoré, burkinischer Fußballspieler

### P
- Patrice Traoré Zeba (* 1972), burkinischer Sprinter
- Pon-Karidjatou Traoré (* 1986), burkinische Sprinterin

### R
- Rokia Traoré (* 1974), malische Sängerin

### S
- Sa Brahima Traoré (* 1982), burkinischer Fußballspieler
- Safradine Touré (* 1986), beninischer Fußballspieler
- Salifou Traoré, burkinischer Fußballspieler
- Sammy Traoré (* 1976), malischer Fußballspieler
- Seydou Traoré (* 1970), burkinischer Fußballspieler
- Souleymane Traoré (* 1996), malischer Fußballspieler
- Steve Traoré (* 1998), beninischer Fußballspieler

### T
- Tiye Traoré (* 1993), kanadische 3x3-Basketballspielerin

### Y
- Youssouf Traoré (Fußballspieler, 1967) (* 1967), burkinischer Fußballspieler
- Youssouf Traoré (Fußballspieler, 1991) (* 1991), ivorischer Fußballspieler
- Youssouf Traoré (Fußballspieler, 1998) (* 1998), malischer Fußballspieler

### Z
- Zakarie Traoré, ivorischer Fußballspieler